# Bulimulus indefatigabilis
Bulimulus indefatigabilis е вид охлюв от семейство Orthalicidae. Видът е критично застрашен от изчезване.

## Разпространение и местообитание
Разпространен е в Еквадор (Галапагоски острови).
Обитава места със суха почва и храсталаци в райони с тропически и субтропичен климат.